# 198 (tal)
198 är det naturliga talet som följer 197 och som följs av 199.

## Inom vetenskapen
- 198 Ampella, en asteroid

## Inom matematiken
- 198 är ett jämnt tal.
- 198 är ett Praktiskt tal.